# もっと遠くへ/オーケストラ
「もっと遠くへ/オーケストラ」（もっととおくへ/オーケストラ）は、日本のロックバンド・レミオロメンのメジャー12作目（通算13作目）のシングル。

## 概要
- 前作「Wonderful & Beautiful」から約7ヶ月ぶりにして、アルバム『風のクロマ』からの先行シングル。「蛍/RUN」以来2作ぶりに両A面シングルとして発売された。
- 当初は表題1曲目のみの単独A面シングルであったが、発売発表後に両A面シングルに変更された[1]。
- 表題1曲目はフジテレビ系列『2008年北京オリンピック』のテーマソングに[2]、表題2曲目は日本コカ・コーラ『コカ・コーラオリンピック』のCMソングに起用された[2][3][4][5]。
- 初回生産分はスリーブケース仕様で、特典として水に漬けるとタオルになる金メダル「レミオロメン ゴールドメダルタオル」が抽選で888名に当たる応募パスワードが同梱された[1][4]。
- 今作で『ミュージックステーション』に12度目の出演を果たした[6]。
- オリコンチャート初登場6位を獲得。9作連続でのトップ10入りと月間チャート入りを果たした。

## 収録曲
1. もっと遠くへ [5:23]
作詞・作曲：藤巻亮太
編曲：レミオロメン、小林武史
ストリングスアレンジ：小林武史、四家卯大
フジテレビから『2008年北京オリンピック』の話を貰い書き下ろされた楽曲。楽曲自体は同年3月から制作を始めていたが、歌詞が難産となり発売直前でボーカルレコーディングをし完成させたという[7]。
歌詞は重みや弱さ、怖さを肯定してその中でもっと素晴らしいものを目指していこうという気持ちを込めて書いたという。当初はアスリート目線や端的に応援歌のような歌詞も考案していたが、歌詞の内容が薄くなることを危惧して断念。最終的に藤巻自身が気に入っていたAメロの頭出しのフレーズを拡げる形で、アスリートの自身と向き合って新記録を更新したりすることと、ミュージシャンの自身と向き合ってライブをやったり、楽曲制作する感覚、日常生活の中で一歩を踏み出す時の勇気が共通していると感じ現在の完成系に至ったという[7]。
2. オーケストラ [4:48]
作詞・作曲：藤巻亮太
編曲：レミオロメン、小林武史
表題曲とは異なり、ライブなどで知らない人が集まる出会いを共有し合う喜びを落とし込んだ楽曲。原曲は2007年に制作されていたが、『TOUR 2008 “Wonderful & Beautiful”』を経てアレンジと演奏を録り直して収録されたという[7]。
3. 夏の日 [5:30]
作詞・作曲：藤巻亮太
編曲：レミオロメン、小林武史
アマチュア時代に制作されていた楽曲[7]。

## 参加ミュージシャン
レミオロメン
- 藤巻亮太：Vocal & Guitar
- 神宮司治：Drums
- 前田啓介：Bass

サポートミュージシャン
- 小林武史：Keyboards
- 四家卯大ストリングス：Strings (#1)
- 安達練：Computer Programmed

## タイアップ
- フジテレビ系列スポーツ中継番組『2008年北京オリンピック』テーマソング (#1)
- 日本コカ・コーラ『コカ・コーラオリンピック』CMソング (#2)

## 収録アルバム
- 風のクロマ (#1,2)
- レミオベスト (#1)

## カバー
- 藤巻亮太 - 2019年4月3日リリースの「RYOTA FUJIMAKI Acoustic Recordings 2000-2010」で1曲目をセルフカバー。
- コバソロ＆衛藤美彩 - 2024年3月27日リリースのカバーアルバム『これくしょん4』収録。原曲は衛藤の夫である源田壮亮(埼玉西武ライオンズ)が登場曲として使用している。